# 7 Horns 7 Eyes
7 Horns 7 Eyes (abgekürzt: 7H7E) ist eine christliche Technical-Death-Metal-Band aus dem US-amerikanischen Seattle. Der Name der Band leitet sich von dem siebenhörnigen und -äugigen Schaaf (Offb 5,6) aus der Offenbarung des Johannes ab. Des Weiteren wählte die Band den Namen, weil die Zahl 7 in der Bibel für die Allmacht Gottes steht.

## Geschichte
Die Band entstand im März 2006 aus der High-School-Rock-Band der Gebrüder Aaron und Brandon Smith, sowie dem Sänger Kyle Wood, dem Gitarristen Chris Weiford und dem Schlagzeuger Steven Bye. Ziel der neuen Band, welche sie 7 Horns 7 Eyes tauften, war es musikalisch mehr in Richtung Heavy Metal zu gehen. Im Sommer 2007 veröffentlichte die Band ihre erste selbstbetitelte EP 7 Horns 7 Eyes, welche sie selbst vertrieben.
Nachdem Chris Weiford und Steven Bye die Band verließen, stießen 2009 der Gitarrist Sean Alf und Kyle Woods Bruder, der Schlagzeuger Ryan Wood, zur Band hinzu, nachdem sich deren Band Dying to Live aufgelöst hatte. Die Band spielte anschließend als Teil der Stronger Than Hell-Tour der christlichen Metal-Band Demon Hunter. Es folgte 2010 die Trennung von Sänger Kyle Wood, da dieser heiraten und mit einem neuen Lebensabschnitt beginnen wollte. Nach über einem halben Jahr Suche nach einem neuen Sänger, stieß die Band auf JJ Polachek, welchen sie über ein Internet-Forum kannten. Aufgrund dessen, dass die Lieder für das bevorstehende Album bereits fertiggestellt waren, musste der Gesang mit der Stimme Polachek’s noch einmal neu aufgenommen werden. Dabei wurden die Texte dreier Lieder, welche noch von Kyle Wood stammten, neu geschrieben, da Polachek sich nicht mit deren Inhalt identifizieren konnte.
Im März 2011 unterschrieb die Band einen Plattenvertrag mit dem deutschen Musiklabel Century Media, nachdem der ebenfalls aus Seattle stammende und mit der Band befreundete Gitarrist Jeff Loomis die Verbindung zu dem Unternehmen hergestellt hatte. Wenige Tage später gab die Band bekannt, dass das erste Album der Band, neben Nordamerika, auch in Europa über das britische Label Basick Records erhältlich sein werde. Zwischen Mai und Juni waren 7 Horns 7 Eyes gemeinsam mit Stealing Axion auf Tour. Im Juli 2011 veröffentlichte die Band die Download-Single Convalescence, auf welcher sich drei Lieder des bevorstehenden Albums befanden.
Im Frühling 2012 verließ Gitarrist Sean Alf die Band, welcher durch den Musiker Zack Uidl ersetzt wurde. Am 23. April 2012 wurde das Debütalbum Throes of Absolution in Europa veröffentlicht, welches einen Tag später auch in Nordamerika erhältlich war. Das Artwork für das Album wurde von Travis Smith designt, welcher bereits für Opeth oder Devin Townsend CD-Cover entworfen hatte. Zudem wurden alle Instrumente, mit Ausnahme des Schlagzeugs, in Aaron Smiths eigenem Studio aufgenommen. Anschließend begab sich die Band mit Chimp Spanner, The Contortionist und Jeff Loomis auf Tour durch Nordamerika.
Anfang 2013 musste die Band eine geplante Tour durch Kanada mit der Band Annex Theory absagen, was unter anderem daran lag, dass die finanzielle Lage der Band eine Tour zu diesem Zeitpunkt nicht zuließ.

## Stil
Zwischen der ersten EP und dem Debütalbum macht sich ein Wechsel des Musikstils der Band bemerkbar. Während 7 Horns 7 Eyes durch Merkmale des Metal- und Deathcores geprägt war, stehen bei Throes of Absolution neben den Grundzügen des Technical Death Metals Elemente des Progressive- und Melodic Death Metals im Vordergrund. In einem Interview begründet Gründungsmitglied und Gitarrist Aaron Smith dies mit dem Mitglieder-Wechsel im Jahre 2009.
Des Weiteren bezeichnet sich die Band nicht offiziell als christliche Metal-Band. Zwar sind alle Mitglieder gläubige Christen und wurden Songtexte alle aus christlicher Perspektive verfasst, jedoch sehen sich die Bandmitglieder mit ihrer Musik nicht als Vermittler des christlichen Glaubens, sondern einfach als Musiker. Zudem möchte die Band in erster Linie nicht als christliche Band wahrgenommen werden, sondern der Hörer soll sich zuallererst mit der Band auseinandersetzen, da christlicher Metal meist mit negativen Vorurteilen zu kämpfen hat.

## Diskografie

### Alben
- 2012: Throes of Absolution (Europa: Basick Records, Nordamerika: Century Media)

### EPs
- 2007: 7 Horns 7 Eyes (Eigenvertrieb)

### Singles
- 2011: Convalescence (Europa: Basick Records, Nordamerika: Century Media)